# Rača (Gruzie)
Rača (gruzínsky რაჭა) je gruzínská horská historická provincie, která se rozkládala v údolí horního toku Rioni sevřená masívy Velkého Kavkazu.

## Geografie
Dnes tvoří součást gruzínského kraje Rača-Lečchumi a Dolní Svanetie, přičemž odpovídá současným okresům
- Oni
- Ambrolauri

Rača zabírá 2 854 km² severovýchodního cípu západní Gruzie. Hřebeny Velkého Kavkazu ji oddělují od historických oblastí Svanetie a Lečchumi na severozápadě, Imeretie na jihu, zatímco hlavní kavkazský hřeben tvoří na severu hranici s Ruskem. Na východě je ohraničena separatistickou Jižní Osetií, de iure gruzínským krajem Šida Kartli.
Historicky sestávala Rača ze tří provincií
- Horská Rača
- Horní Rača
- Dolní Rača